# Niño Miguel
Miguel Vega de la Cruz, besser bekannt als (El) Niño Miguel (* 27. Januar 1952 in Huelva; † 23. Mai 2013 ebenda), war ein spanischer Flamenco-Gitarrist. Miguel gilt trotz lediglich zweier veröffentlichten Studioalben aus den 1970er Jahren als einer der einflussreichsten und meisterhaftesten Flamenco-Gitarristen seiner Generation.

## Leben
Niño Miguel erlernte das Gitarrenspiel von seinem Vater, Miguel Fernández Cortés, genannt Miguel „El Tomate“, seinerseits ebenfalls ein bekannter Folklore- und Flamencogitarrist. Ein weiterer Sohn Miguel „El Tomates“ und ein Halbbruder Niño Miguels ist der Musiker José Fernández Castro, dessen Sohn Tomatito zu den international renommiertesten Flamenco-Gitarristen zählt.
Im Austausch mit der lebendigen Flamenco-Szene seiner Heimatstadt, die sich vornehmlich auf den Straßen der Barrios abspielte, verfeinerte der junge Niño Miguel autodidaktisch sein Können, um schon mit 12 Jahren als Gitarrist bei öffentlichen Auftritten traditionelle Flamencogesänge zu begleiten. 1973 wurde er mit dem „Premio de Honor del Concurso Nacional de Guitarra flamenca“ ausgezeichnet, der ihm ein breites öffentliches Interesse und eine Dokumentation in der Reihe „Raíces“ des spanischen Fernsehens bescherte.
 1975 nahm Niño Miguel sein erstes Studioalbum, La Guitarra De El Niño Miguel, für das Philips-Label auf. Die Möglichkeit einer professionellen Studioaufnahme ging auf den Einsatz Paco de Lucías zurück, der sich als Bewunderer Miguels für die Realisierung der Aufnahmen einsetzte. 1976 folgte das zweite Album, Diferente. Beide Alben wurden 2008 zusammen unter dem Titel El Niño Miguel erneut als Doppelalbum produziert. Ein Novum seiner Zeit stellte der Einsatz von Streicherarrangements in den Kompositionen Niño Miguels dar, so im Stück Vals Flamenco, wo insgesamt 15 Streicher zum Einsatz kommen. José Torregrossa, der Arrangeur und Co-Autor von Werken Paco de Lucías, war auch an den Aufnahmen Miguels beteiligt. In den Jahren nach den Aufnahmen seiner beiden Alben erkrankte Niño Miguel an Schizophrenie und litt unter Heroinsucht, was seine Spielfähigkeiten erheblich negativ beeinflusste. Trotz eines positiven Kritikerechos auf seine Debütalben kehrte er erst 2007 für die Dokumentation La Sombra De Las Cuerdas im kleinen Rahmen auf die Bühne zurück. 2011 konzertierte Miguel im Rahmen zweier Konzerte in Huelva und der Biennale von Sevilla, die beide Städte ihm zu Ehren ausrichteten, vor ausverkauften Rängen. 2013 starb Niño Miguel an den Folgen einer Lungenentzündung.

## Sonstiges
- Tomatito widmet auf seinem Album El Barrio Negro das Stück A Mi Tío El Niño Miguel seinem Onkel Niño Miguel.
- Der Name „El Niño“ (span. für „der Junge, das Kind“) ist auf die ersten Auftritte Miguels als 5-Jähriger zusammen mit seinem Vater in den Tavernen Huelvas zurückzuführen.[7]

## Diskografie
- 1975: La Guitarra De El Niño Miguel
- 1976: Diferente
- 1983: Enrique Morente: Sacromonte (Gastspiel)
- 2008: El Niño Miguel (neu veröffentlichtes Doppelalbum, bestehend aus La Guitarra De El Niño Miguel und Diferente)

## Dokumentationen
- 1973: Raíces
- 2007: Huelva Flamenca
- 2009: La Sombra De Las Cuerdas
- 2012: El Niño Miguel En Concierto